# Alejandro Balde
Alejandro Balde Martínez (født 18. oktober 2003) er en spansk professionel fodboldspiller, som spiller for La Liga-klubben FC Barcelona og Spaniens landshold.

## Klubkarriere

### Barcelona
Balde kom igennem Barcelonas ungdomsakademi, og spillede i september 2021 sin første kamp for førsteholdet. Han etablerede sig i løbet af 2022-23 sæsonen som fast mand på holdet.

## Landsholdskarriere

### Ungdomslandshold
Balde har repræsenteret Spanien på flere ungdomsniveauer.

### Seniorlandshold
Balde debuterede for Spaniens landshold den 23. november 2022.

## Privat
Balde er født i Barcelona til en far fra Guinea-Bissau og en mor fra den Dominikanske Republik.

## Titler
Barcelona
- La Liga: 1 (2022-23)
- Supercopa de España: 1 (2022-23)

Individuelle
- La Liga Sæsonens hold: 1 (2022-23)